# أليسا غراهام
أليسا غراهام (بالإنجليزية: Alyssa Graham)‏ هي مغنية وعازفة الجاز أمريكية، ولدت في 9 أبريل 1980.

## وصلات خارجية
- الموقع الرسمي
- أليسا غراهام على موقع ميوزك برينز (الإنجليزية)
- أليسا غراهام على موقع ديسكوغز (الإنجليزية)